# Max Burgin
Max Burgin (ur. 20 maja 2002 w Halifaxie) – angielski biegacz średniodystansowy, olimpijczyk z Paryża 2024.

## Udział w zawodach międzynarodowych
| Impreza              | Rok  | Miejsce   | Wynik | Wynik |
| Impreza              | Rok  | Miejsce   | 800 m |       |
| -------------------- | ---- | --------- | ----- | ----- |
| Igrzyska olimpijskie | 2024 | Paryż     | 8     |       |
| Mistrzostwa świata   | 2022 | Eugene    | DNS   |       |
| Mistrzostwa świata   | 2023 | Budapeszt | 23    |       |